# Wintrebertia callosa
Wintrebertia callosa är en insektsart som beskrevs av Marius Descamps 1971. Wintrebertia callosa ingår i släktet Wintrebertia och familjen Euschmidtiidae. Inga underarter finns listade i Catalogue of Life.